# Société des arts technologiques
La Société des arts technologiques [SAT] est un organisme culturel montréalais créé en 1996 et voué à la promotion et à la conservation d'œuvres d'art utilisant les nouvelles technologies. La Société des arts technologiques est située au 1201 boulevard Saint-Laurent dans le Quartier des spectacles à Montréal et a été fondée par Monique Savoie. 

## Description
Fondée en 1996, la SAT est un centre transdisciplinaire de recherche et création, de production, de formation et de diffusion voué au développement et à la conservation de la culture numérique.
Elle rassemble la communauté des chercheurs et créateurs utilisant les technologies numériques à travers des programmes de recherche, de prototypage, de production, de formation, d’édition et d’échanges publics, ayant pour but de favoriser la création, l’avancement scientifique et le transfert des connaissances. À ces fins, la SAT développe par ailleurs des partenariats avec des organismes culturels, des institutions de recherche et d’enseignement et de sociétés privées.
La SAT permet aux amateurs et aux professionnels de développer des projets à tendance innovante, liés aux nouvelles technologies. Elle crée de surcroît un pont entre le milieu des arts (festivals, compagnies de théâtre, centres d’artistes, musées), établissements d’études supérieures (informatique, communications, génie) et l’industrie (cinéma, jeux, logiciels).
Depuis sa création en 1996, la SAT a accueilli, produit ou coproduit dans son espace de diffusion plusieurs milliers d’événements liés à l’actualité de la culture numérique réunissant plus de 6000 artistes, qui sont en général des artistes émergents.

## Agrandissement de l'édifice

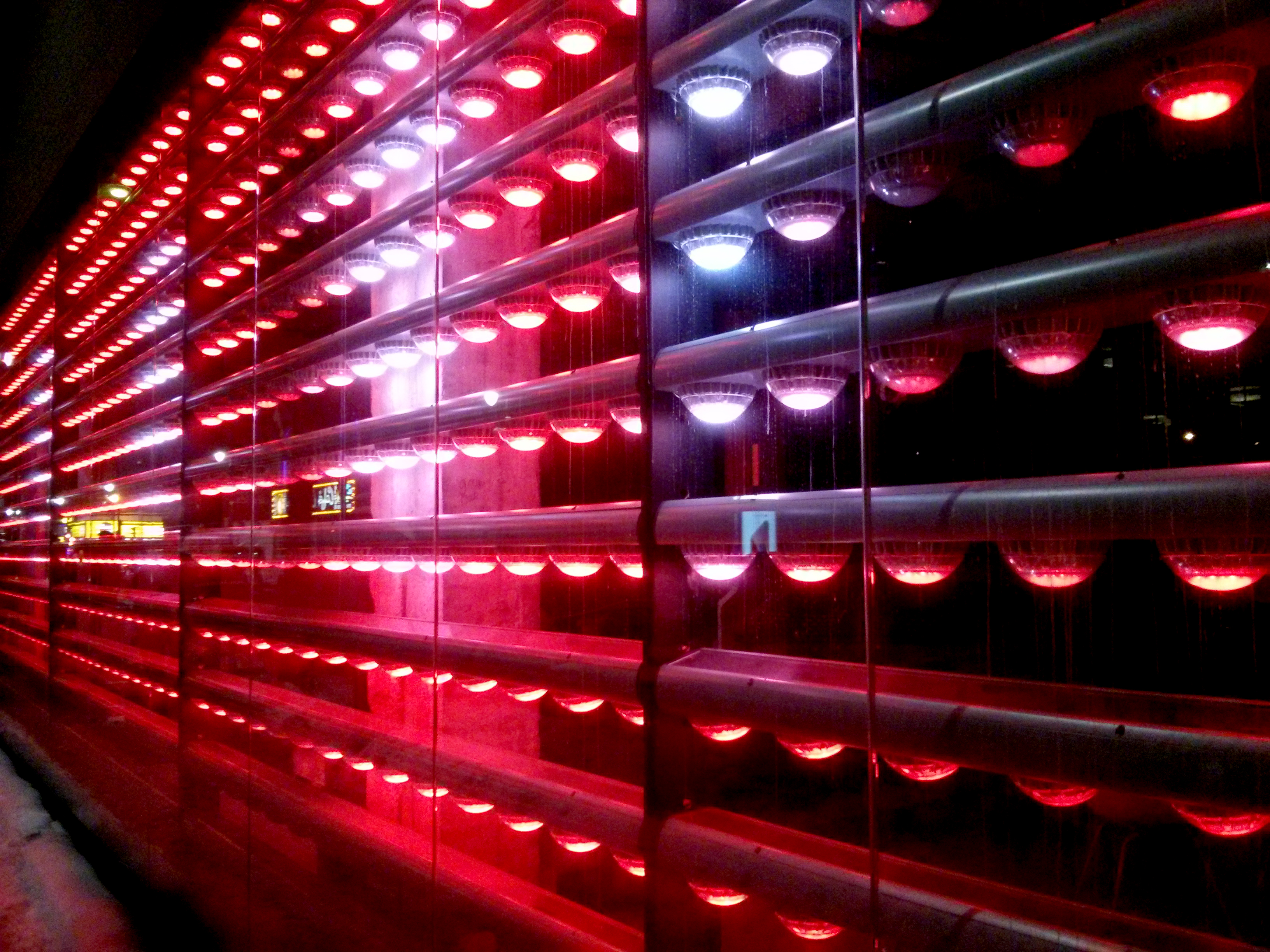
Devanture de la SAT

En février 2010 débutaient des travaux de rénovation majeurs à la Société des arts technologiques, conçu par Luc Laporte. Ces travaux permettront à la SAT d'agrandir son immeuble du boulevard Saint-Laurent de façon significative et de développer ses espaces de diffusion et de recherche artistique. C'est l'ajout du nouvel étage, le "Sensorium", qui sera l'élément phare de ces travaux. On y ajoutera une salle de 6 000 pieds carrés pour environnements immersifs avec l'aménagement d'une terrasse et de la Satosphère, un immense dôme destiné à la projection d'œuvres audiovisuelles immersives. Cette coupole géante permettra à quelque 400 personnes de visionner des projections 360 degrés.
Le coût total du projet est de 8,6 millions de dollars. Le gouvernement du Canada versera 3,45 million de dollars dans le cadre du programme « Fonds du Canada pour les espaces culturels ». Le gouvernement du Québec versera pour sa part 960 000 dollars dans le cadre du « Plan
québécois des infrastructures ».